# Червоний камінь (фільм)
«Червоний камінь» (рос. «Алый камень») — радянський художній фільм, знятий в 1986 році режисером В. Ісаковим на Кіностудії ім. М. Горького за однойменною повістю Ігоря Голосовського.

## Сюжет
Молодята Матвій і Наташа відправляються на теплоході у весільну подорож. Несподівано на борту теплохода починається пожежа, Наташа бачить, як на Матвія падає палаюча балка. Прийшовши до тями, вона дізнається, що її врятував Степан, а Матвій, ймовірно, загинув. Степан відвозить Наташу в Москву, де вона вступає до інституту і налагоджує нормальне життя. Через деякий час Наташа виходить за Степана заміж. Але одного разу подружжя дізнається, що Матвій чудом врятувався і залишився живий. У їхній родині почався розлад. Степан вирішує розшукати Матвія, і йому це вдається. Однак Наташа за час пошуків розуміє, що вже любить Степана, з яким і залишається.

## У ролях
- Ірина Розанова —  Наташа Соколова
- Сергій Паршин —  Степан Єгоришев
- Степан Старчиков —  Матвій Строганов, геолог
- Ірина Димченко —  Таня, подруга Долгова
- Артем Карапетян —  Лебедянський, начальник відділу
- Раїса Рязанова —  Анастасія Іванівна, мати Степана
- Тимофій Співак —  Юрій Долгов, друг Степана
- В'ячеслав Жариков —  Григорій Капітонов
- Галина Булкіна —  Софія Петрівна
- Олександр Павлов —  Роман Мальков, геолог
- Людмила Давидова —  Зоя Олександрівна, секретар Лебедянського
- Олександр Лук'янов —  чиновник в міністерстві геології
- Клавдія Козльонкова —  господиня колишнього будинку Малькова
- Микола Тагін —  співробітник НДІ
- Володимир Прокоф'єв —  Мангульбе, голова виконкому
- Тетяна Чорноп'ятова —  епізод
- Валерій Немешаєв —  епізод
- Наталія Пирогова —  епізод

## Знімальна група
- Автор сценарію: Віктор Смирнов, Ігор Болгарін
- Режисер: Валерій Ісаков
- Оператор: Інна Зарафян
- Композитор: Владислав Кладницький
- Художник: Альфред Таланцев